# Stegana annulosa
Stegana annulosa är en tvåvingeart som först beskrevs av Oswald Duda 1929.  Stegana annulosa ingår i släktet Stegana och familjen daggflugor. Inga underarter finns listade i Catalogue of Life.